# Edom
Edom (herbraisk אֱדוֹם ʾĔḏôm "rød") var et kongerige i Mellemøsten, der eksisterede i det sidste årtusinde f.Kr. Kongeriget gik til grunde i år 126 f.Kr. Nationens navn på assyrisk var Udumi og på latin: Idumæa.
Landet havde over tid stærkt varierende grænser, men lå i Negevørkenen og i Arabalavningen i det nuværende sydlige Israel langs Jordans grænse ned mod Akababugten. Edom var også betegnelsen på det semitisk talende folkeslag, der boede i landet. Nationen Edom kan spores at have eksisteret helt tilbage til det 8. århundrede f.Kr. eller 9. århundrede f.Kr., og Bibelen daterer det endnu længere tilbage. Nyere arkæologiske udgravninger tyder på at nationen allerede fandtes i det 11. århundrede f.Kr., men emnet er kontroversielt. Edom ophørte med at eksistere under den jødisk-romerske krig. Indbyggerne blev senere assimileret med andre folkeslag i regionen.
Landet var hovedsageligt bestående af rød sandsten, som kan være en af grundende til navnet. En anden grund kunne være at navnet gives til Esau efter han har solgt sin førstefødselsret for en rød portion linser.
Profetien om Edoms fald er nedskrevet i Ezekiels Bog kap. 35.